# Матиаш Депольт Попел из Лобковиц
Матиаш Депольт Попел из Лобковиц (чеш. Matouš Děpolt Popel z Lobkovic; 21 сентября 1564 — 11 октября 1619, Прага, Чешское королевство) — чешский аристократ, генеральный приор Чешской провинции Мальтийского ордена в 1591—1611 годах, один из королевских наместников Чехии в 1618 году.

## Биография
Матиаш Депольт родился в 1564 году в семье Вацлава Попела из Лобковиц и Бонуши из Вейтмиле. Он принадлежал к одной из ветвей могущественного магнатского рода. В 1586 году Матиаш Депольт вступил в Мальтийский орден, позже стал комтуром, а в 1591 году — генеральным приором Чешской провинции. При нём провинция переживала экономический подъем. Лобковиц начал реставрацию женского монастыря в пражской Мала-Стране, пострадавшего во время гуситских войн, ему удалось заключить конкордат с императором Рудольфом II.
В 1618 году Матиаш Депольт был в числе наместников, управлявших Чехией от имени короля Фердинанда. 23 мая он был в королевском дворце, когда туда ворвалась группа дворян-протестантов, уверенных в том, что наместники подталкивают монарха к усилению рекатолизации Чехии. Самых одиозных наместников, Вилема Славату и Ярослава Боржиту из Мартиниц, выбросили в окно, а Матиаша Депольта и Адама из Штернберка не тронули. Это событие, известное как пражская дефенестрация, стало началом восстания Чехии против Габсбургов. Матиаша Депольта лишили власти, он умер 11 октября 1619 года.